# دييغو كليموفيتش
دييغو كليموفيتش (بالإسبانية: Diego Klimowicz)‏ (مواليد 6 يوليو 1974 في كويلمس - الأرجنتين) لاعب كرة قدم أرجنتيني ذو أصول بولندية يلعب حاليا لصالح نادي الدرجة الأولى بوخوم الألماني منذ 2009 في مركز المهاجم .

## روابط خارجية
- دييغو كليموفيتش على موقع إي إس بي إن إف سي (الإنجليزية)
- دييغو كليموفيتش على موقع قاعدة بيانات كرة القدم.إي يو (الإنجليزية)
- دييغو كليموفيتش على موقع بيانات كرة القدم. دي إي (الألمانية)
- دييغو كليموفيتش على موقع Soccerbase.com (لاعب) (الإنجليزية)
- دييغو كليموفيتش على موقع Soccerway.com (الإنجليزية)
- دييغو كليموفيتش على موقع عالم كرة القدم.نت (الإنجليزية)